# NEO JAPONISM
NEO JAPONISM（ネオジャポニズム）は、日本の女性アイドルグループ。所属及びレーベルはリーディを経てNEO JAPONISMである。愛称は「ネオジャポ」。

## 概要
2017年12月、百百百華、藤井ラナ、森田美玲、相澤萌楓、間宮遊の5名で結成。略称は『ネオジャポ』、「NEO SOUND,NEO CULTURE」をコンセプトに活動開始。加藤颯がプロジュースし、Sayaが音楽プロデューサーを務めている。楽曲制作はSaya率いるクリエイターチーム「A-Spells」が行なっている。衣装はソトバヤシケンタ、ロゴ・デザインは品川捺未が担当。
2019年5月、メンバー5名全員の活動終了・契約解除を発表。
2019年6月に第2期メンバーオーディションを実施し、同年10月に再始動することをTwitter公式アカウントで発表。同年12月、ライブツアー『NEO RESTART』で第2期メンバー朝倉あい、瀬戸みるか、滝沢ひなの、辰巳さやか、福田みゆ5名による新体制のお披露目。新体制のコンセプトは"闘う"であり、2021年3月の新ビジュアルとともに新しいコンセプト「“闘う” -勝つために、共に生きる-」を発表した。
2025年1月に旧体制での活動を終了し、同年4月より新メンバーの泉なお、大和田ちよりを加えた新体制での活動を開始。

## 略歴

### 第1期
2017年
11月12日、メンバーとともにグループ結成をTwitterで発表した。
12月16日、『NEO JAPONISM お披露目無料ワンマンライブ』を開催。
2019年
5月22日、メンバー5名全員の活動終了・契約解除を発表。

### 第2期
10月25日、第2期メンバーオーディションを実施し、新メンバーで再始動することを発表。
12月14日、大阪・OSAKA MUSEで行われた新生NEO JAPONISMお披露目東阪ツアー『NEO RESTART』初日公演で第2期メンバー朝倉あい、瀬戸みるか、滝沢ひなの、辰巳さやか、福田みゆ5名による新体制のお披露目。
2020年
1月26日、東京・dues新宿にて新体制での初ワンマンライブ『All Standard』を開催。
2021年
3月5日、新ビジュアルとコンセプトを発表。
5月25日、株式会社NEO JAPONISMの設立を発表。
2022年
3月5日、初の全国流通シングル「すすめ」をリリース。滝沢ひなのが作詞・作曲を手がけた。
5月、メンバーの瀬戸みるかがセルフプロデュース写真集制作プロジェクトをクラウドファンディングで実施。同月30日から7月15日まで254人の支援が集まり、翌2023年2月に『宝箱』と題した写真集を発表するに至った。
9月14日、初の全国流通アルバム「NEO」「JAPONISM」を2作同時リリース。
10月4日より、初の冠ラジオ番組『ネオジャポのFight For The Radio』がinterfmで放送開始。
2023年
10月13日より、アメリカ横断ツアー『闘心乱舞』を開催。
2024年
3月18日より、シングル「KOTOBUKI」発売を記念し、寿司チェーン店すしざんまいとのコラボキャンペーンをスタート。
12月2日、瀬戸みるかが集英社『週刊プレイボーイ』にて初の雑誌ソログラビア掲載。
12月14日、東京・日比谷野外大音楽堂にて過去最大級のワンマンライブ『野音闘人祭』を開催。
2025年
1月12日より、NEO JAPONISM現体制ラスト東名阪ツアー『FIVE+U』を開催。
1月31日、東京・Zepp Shinjuku（TOKYO）で行われた『FIVE+U』ツアーファイナル東京公演にて、旧体制での活動を終了。
4月22日、東京・新宿シネシティ広場特設ステージで行われた『NEO JAPONISM新体制お披露目ライブ』にて、新メンバーの泉なお、大和田ちよりを加えた新体制での活動を開始。
8月6日、福田みゆの年内でのグループ卒業を発表。

## メンバー
| 名前                         | 誕生日                | 出身地 | 備考                                                                      |
| ---------------------------- | --------------------- | ------ | ------------------------------------------------------------------------- |
| 朝倉あい あさくら あい       | 4月26日               | 岡山県 | 元・さきどり発進局                                                        |
| 瀬戸みるか せと みるか       | 2002年9月12日（22歳） | 埼玉県 | 元・NIIJIRO☆サーカス団                                                    |
| 滝沢ひなの たきざわ ひなの   | 8月4日                | 高知県 | NEO JAPONISMの楽曲で、作詞・作曲を手がけている曲もある 元・ハラミのジャン |
| 辰巳さやか たつみ さやか     | 1月5日                | 東京都 | NEO JAPONISMの振り付けを担当 元・ピンクダイヤモンド                       |
| 福田みゆ ふくだ みゆ         | 10月13日              | 千葉県 | 元・さきどり発進局                                                        |
| 泉なお いずみ なお           | 8月14日               | 東京都 | 元・SUMMER ROCKET、ゆくえしれずつれづれ、iNTOYOU                          |
| 大和田ちより おおわだ ちより | 2月28日               | 北海道 | 元・PIGGS                                                                 |

## 作品

### ミュージックカード
1. すすめ（2022年3月5日）2022年2月20日に先行配信
  1. すすめ
  2. NO FIGHT, NO DREAM
  3. I'm a dreamer

### 配信シングル
| #  | 配信日         | タイトル                             |
| -- | -------------- | ------------------------------------ |
| 1  | 2020年8月2日   | Subliminal                           |
| 2  | 2020年8月29日  | Spica                                |
| 3  | 2020年10月18日 | LEGEND OF BATACHIKI 〜バタチキ伝説〜 |
| 4  | 2020年12月26日 | Mind-Mirror Nuxx                     |
| 5  | 2021年1月21日  | Trigger                              |
| 6  | 2021年4月23日  | Set off                              |
| 7  | 2021年6月24日  | TRAUMA                               |
| 8  | 2021年7月24日  | Signal                               |
| 9  | 2021年8月21日  | GAN GAN HERO!!!!!                    |
| 10 | 2021年9月24日  | Buster Buster                        |
| 11 | 2021年10月17日 | TOMOSHIBI                            |
| 12 | 2021年11月21日 | BLACK and WHITE                      |
| 13 | 2022年12月14日 | Howl out                             |
| 14 | 2023年2月15日  | BLACK JAM                            |
| 15 | 2023年3月25日  | BABYLON                              |

## 出演

### ラジオ
- ネオジャポのFight For The Radio（2022年10月5日 - 、interfm）
- NEO JAPONISMのEZO START!（2023年7月3日 - 2024年7月1日、AIR-G’）- 『G'-ora 〜ジオラ〜』月曜日コーナー